# Sauris cirrhigera
Sauris cirrhigera là một loài bướm đêm trong họ Geometridae.